# Велика ханська мечеть
Велика ханська мечеть, Буюк-Хан-Джамі (крим. Büyük Han Cami) або Велика Палацова мечеть — мечеть Ханського палацу у Бахчисараї.

## Історія
Велика ханська мечеть міститься на палацовому майдані на схід від північної брами. Це одна із найбільших мечетей Криму і перша з будівель ханського палацу. Мечеть збудував 1532 року Сахіб I Ґерай, у XVII столітті мечеть носила його ім'я.
Будівля мечеті масивна, зі стрілчастою аркадою по низу і майоліковими вставками на стінах. Дах мечеті чотирьохскатний і покритий червоною черепицею. Спочатку дах було покрито куполами.
Усередині мечеті розташована велика зала з високими колонами. На південній стіні є вікна з кольоровими скельцями і міхраб. Зсередини по периметру верхнього ярусу східної, південної і західної стін мечеті йде широкий балкон (хори), який підтримують колони. На балконі міститься засклена ханська ложа, розписана, декорована глазурованою плиткою і прикрашена вітражами. На балкон ведуть гвинтові сходи, крім того, є окремий вхід із двору на ханську ложу.
Головний вхід в мечеть розташований з боку річки Чурук-Су. Фасад із цього боку раніше був оздоблений мармуром. Біля східної стіни мечеті розташоване абдестхане (місце для здійснення ритуального обмивання — абдеста) з шадирваном (фонтаном). На стінах зображено кілька каліграфічних написів арабською мовою (цитати з Корану), що з'явилися у XVIII столітті. Написи виконано чорним кольором у зелених картушах. Також серед каліграфічних написів на стіні є згадка імені Кирима Ґерая, який ремонтував і прикрашав мечеть: «Нехай буде благословенний направа Його Високості Кирима Ґерая Хана».
У мечеті два десятигранні мінарети з гостроверхими дахами, увінчані бронзовими алемами (півмісяцями). Висота мінаретів — 28 метрів. Нагору ведуть кам'яні гвинтові сходи всередині мінаретів. Вежі мінаретів складено з обтесаних кам'яних плит, скріплені між собою свинцевими вставками.
1736 року мечеть постраждала при пожежі. Її відновив під час правління хана Селямет II Ґерай майстер Омер. У 1750-х роках Арслан Ґерай заснував у дворі мечеті медресе, яке не збереглося до наших днів. У радянський час мечеть була закрита. У її верхній частині містилася експозиція музейного відділу археології, а в нижній частині — лапідарій (сховище архітектурних деталей, обломів, каменів із написами і зображеннями). Тепер мечеть відкрита для вірян.

## Фотогалерея

Велика ханська мечеть
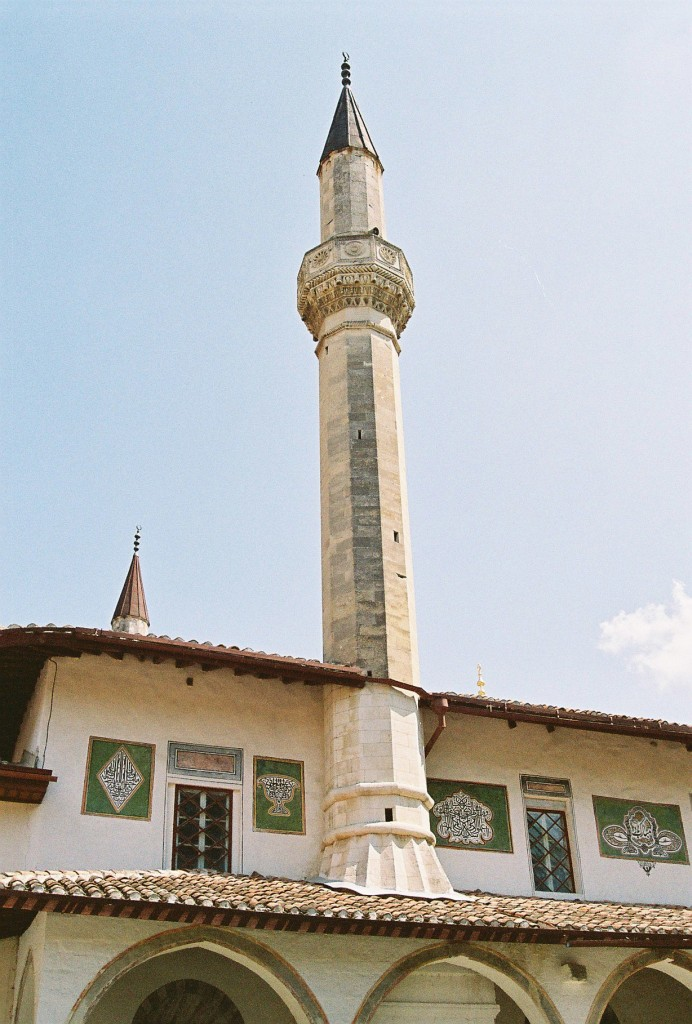
Мінарет
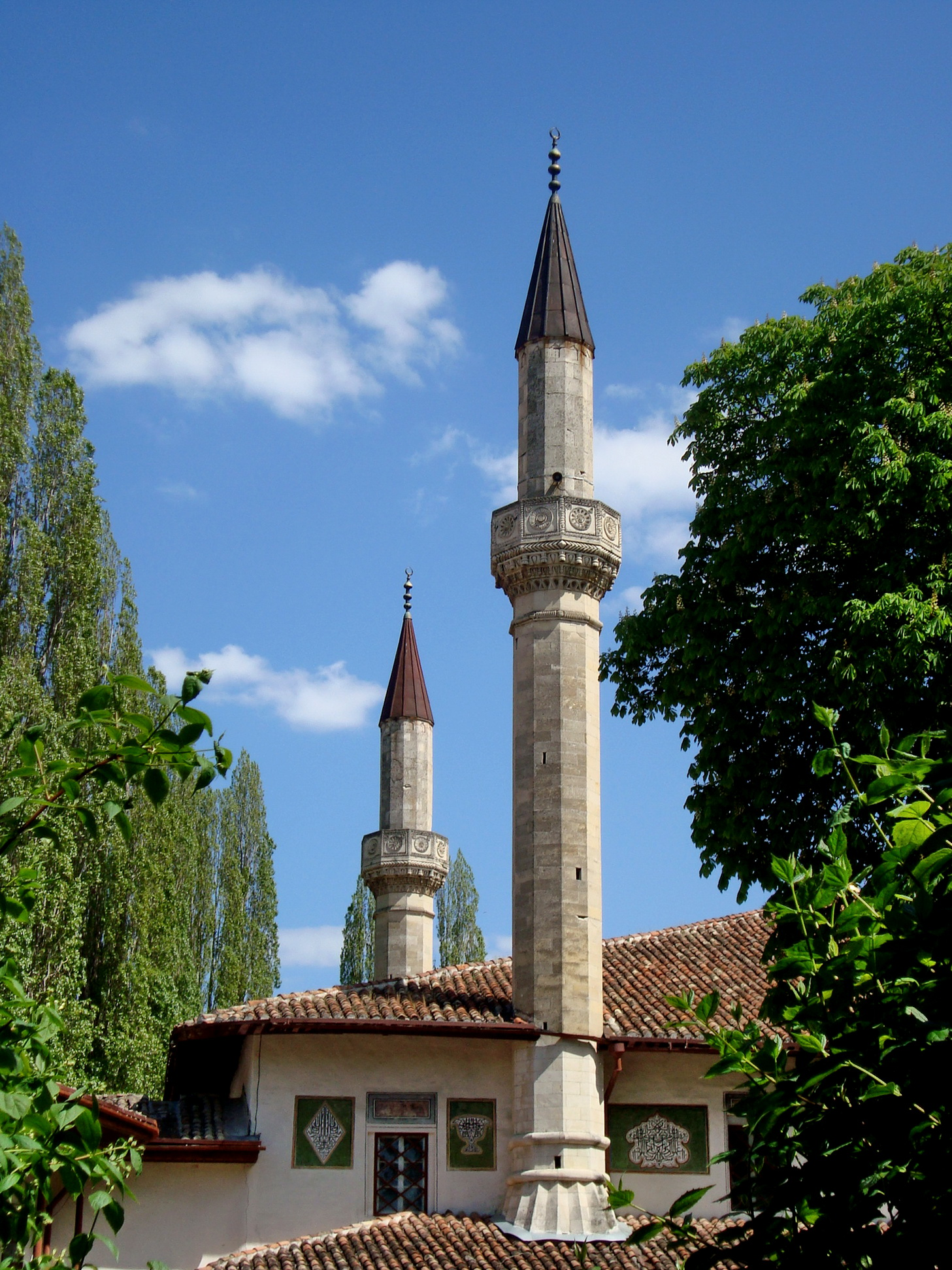
Мінарети Великої ханської мечеті
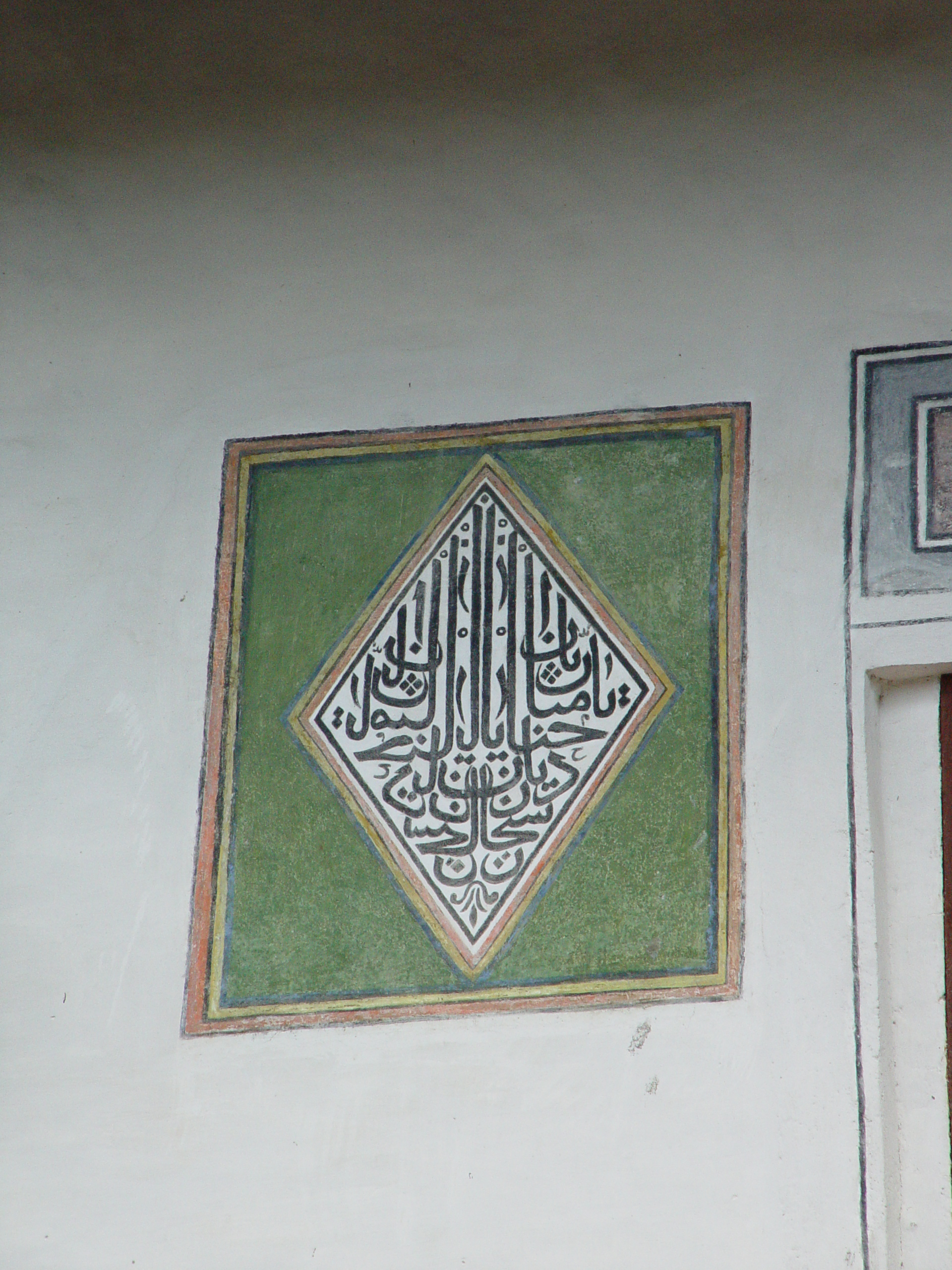
Каліграфічний напис на стіні мечеті
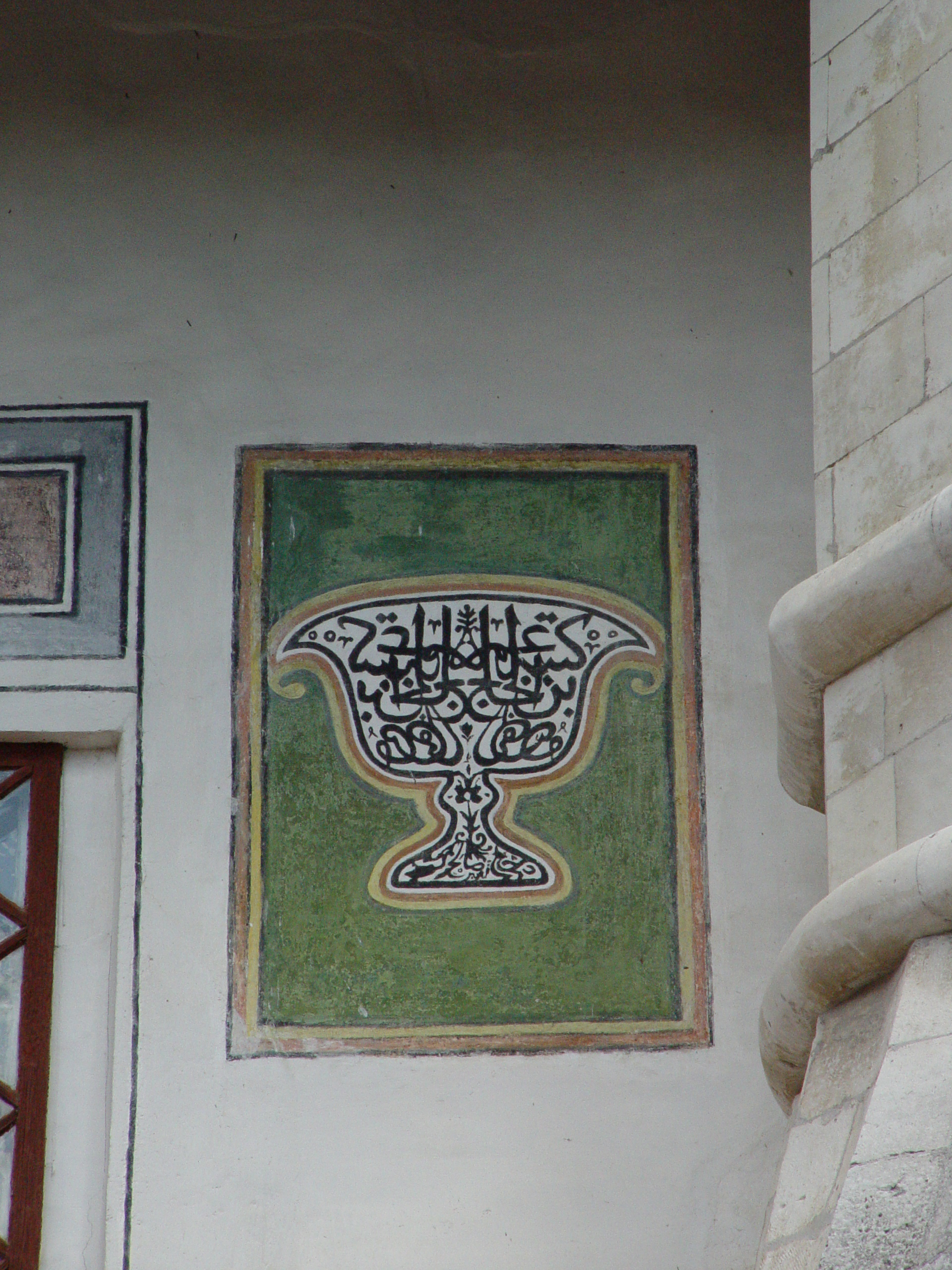
Каліграфічний напис на стіні мечеті
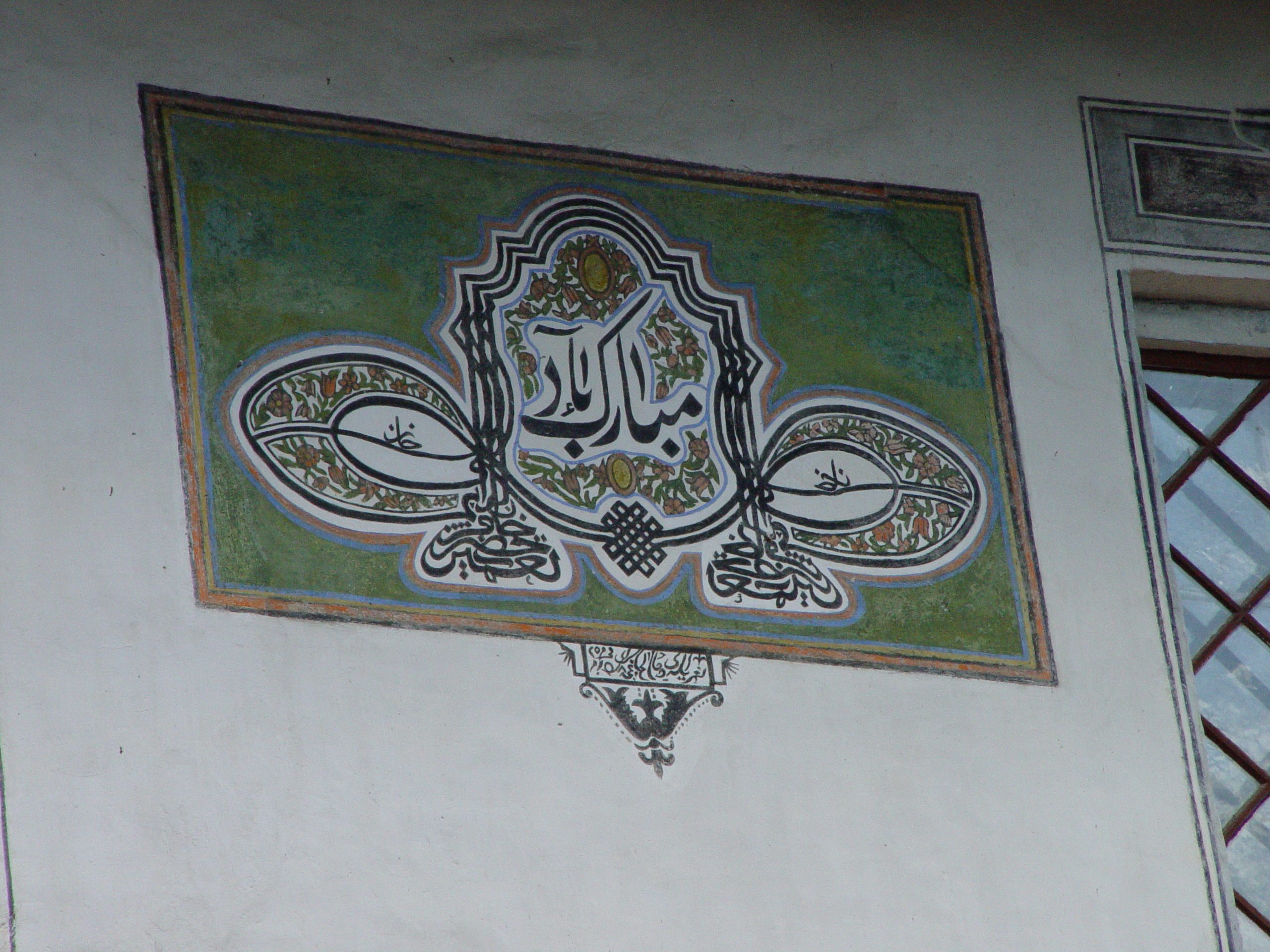
Каліграфічний напис на стіні мечеті на честь направи (ремонту) Кирима Ґерая
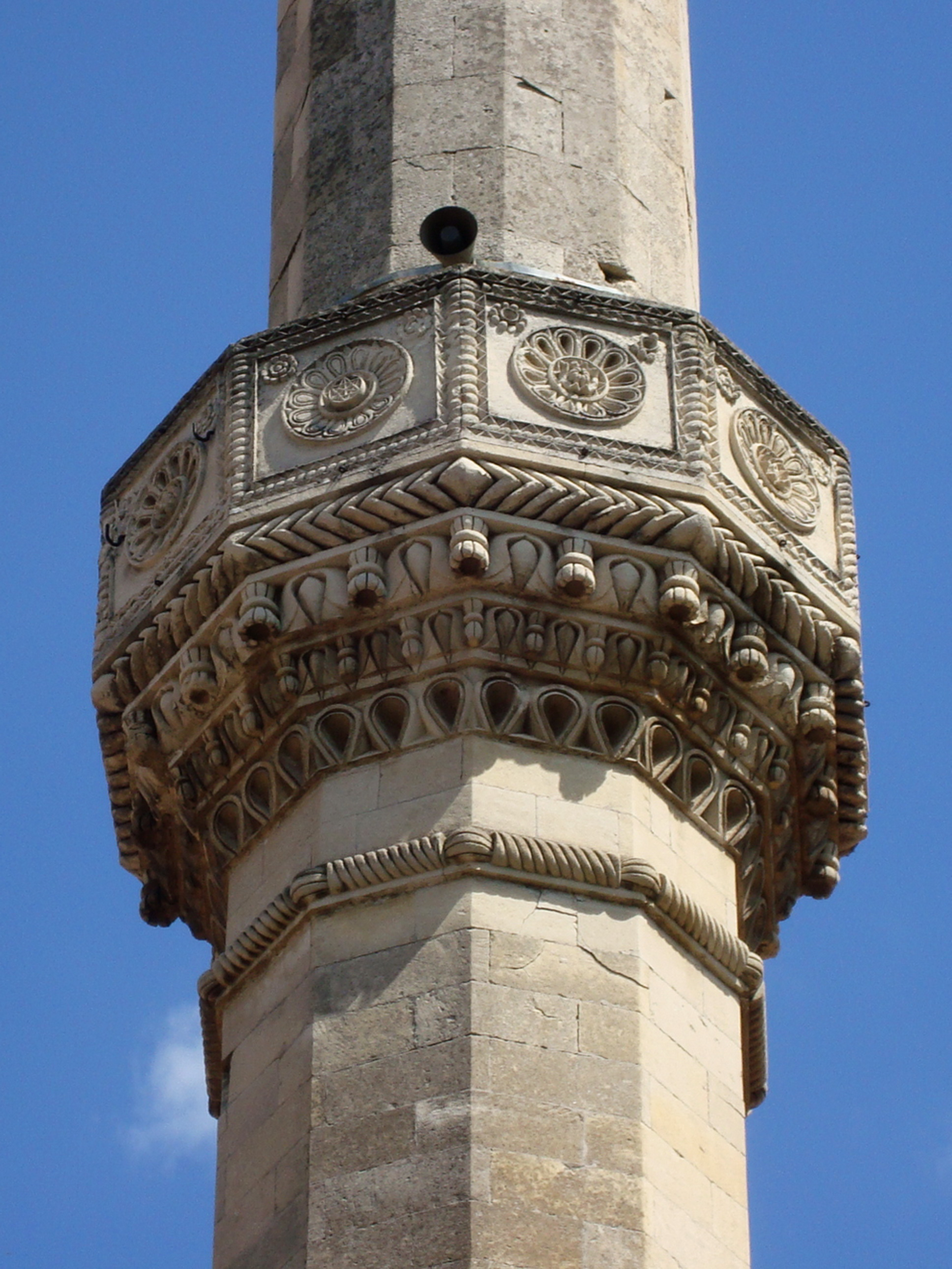
Мінарет, фрагмент
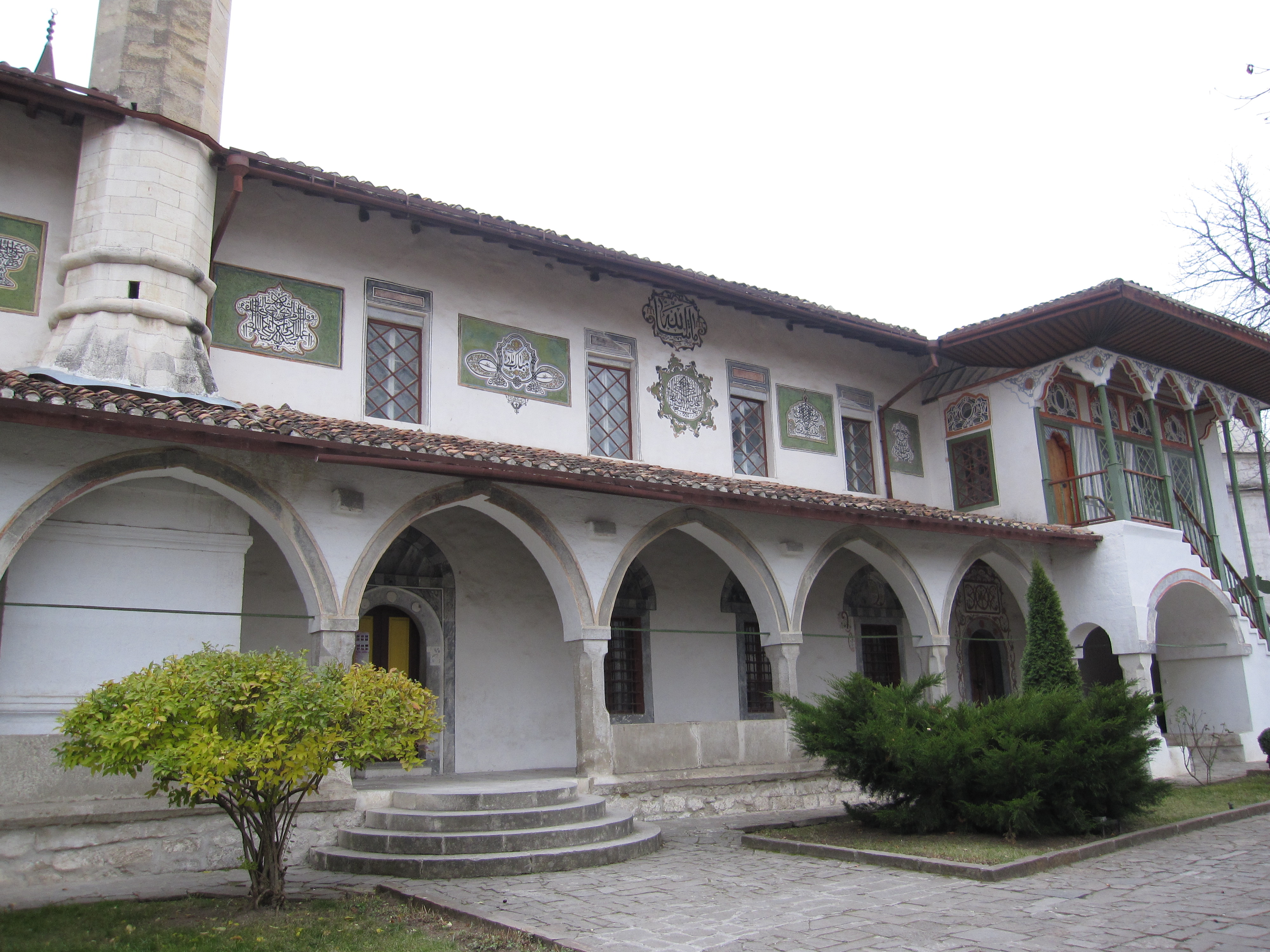